# Kamienica przy ulicy Bolesława Limanowskiego 38 w Krakowie
Kamienica przy ulicy Bolesława Limanowskiego 38 – zabytkowa kamienica znajdująca się w Krakowie, w dzielnicy XIII przy ul. Bolesława Limanowskiego, w Podgórzu.
Kamienica została wzniesiona w 1886 roku, według projektu architekta Józefa Diki. W 1906 roku wybudowano oficynę budynku, a w 1925 roku budynek został nadbudowany o trzecie piętro według projektu Antoniego Dostala.
12 kwietnia 1988 kamienica została wpisana do rejestru zabytków. Znajduje się także w gminnej ewidencji zabytków.